# Karate kölyök (film, 1984)
A Karate kölyök (The Karate Kid) 1984-ben bemutatott amerikai harcművészeti filmdráma, melyet Robert Mark Kamen forgatókönyve alapján John G. Avildsen rendezett, a producere Jerry Weintraub.
A főbb szerepekben Ralph Macchio, Pat Morita, William Zabka, Elisabeth Shue és Martin Kove látható. A történet főhőse egy középiskolás fiú, Daniel LaRusso (Macchio), aki édesanyjával új városba költözik és iskolai zaklatás áldozata lesz. Egy idős karatemester, Miyagi (Morita) segítségével harcművész tréningbe kezd, hogy egy karateversenyen győzze le bántalmazóit.
A film bevételi és kritikai szempontból is nagy sikert aratott és kultuszfilmként számos további folytatás követte. Pat Moritát alakításáért Oscar-díjra jelölték, mint legjobb férfi mellékszereplő.

## Cselekmény
A végzős gimnazista Daniel LaRusso édesanyjával, Lucille-lel New Jerseyből Los Angelesbe költözik. Új lakásuk karbantartója egy különc, de kedves természetű és szerény, okinavai származású férfi, Mr. Miyagi.
Új iskolájában Daniel összebarátkozik Ali Milsszel, a vonzó pompomlánnyal, magára vonva Ali volt barátjának, a féltékeny Johnny Lawrence-nek a figyelmét. Johnny képzett karatés, a gátlástalan és agresszív módszereket tanító Cobra Kai dódzsó legjobb tanítványa. Johnny és barátai zaklatni kezdik Danielt, egy alkalommal durván összeverik, de Miyagi megmenti a fiút és könnyedén legyőz öt támadót. Daniel kérése ellenére Miyagi nem vállalja el harcművészeti oktatását, ehelyett elmegy vele a Cobra Kai edzésére, a konfliktus megoldása céljából. Találkoznak Johnny vietnámi veterán mesterével, John Kreese-zel, ám ő hallani sem akar a kibékülésről. Miyagi felajánlja, hogy benevezi Danielt egy évente megrendezett karateversenyre, melyen a Cobra Kai tanítványok is indulnak, addig viszont Johnny és társai békén hagyják a fiút. Kreese ebbe beleegyezik, megtorlással fenyegetve Miyagit és Danielt, amennyiben nem jelennek meg a versenyen.
Daniel megkezdi edzését, melynek során különböző ház körüli munkákat kell elvégeznie Miyagi számára. A fiú egy idő után fellázad a látszólag értelmetlen „rabszolgamunka” miatt, Miyagi viszont bemutatja neki, hogy a munka közben elsajátított mozdulatok valójában a karate védekező mozdulatai. Közös edzésük alatt Miyagi és Daniel szoros barátságba kerül egymással és Miyagi múltjára is fény derül: a második világháborúban kitüntetett katonaként harcolt, de tragikus körülmények között elveszítette feleségét és gyermekeit. Daniel nem csupán karatézni tanul meg, hanem értékes életbölcsességeket is elsajátít, mint például a belső egyensúly fontosságát és Alivel is egyre bizalmasabb kapcsolatot alakít ki.
A versenyen Daniel – mindenki meglepetésére – eljut az elődöntőig, ahogyan Johnny is. Kreese arra kényszeríti egyik hűséges tanítványát, Bobby Brown-t, hogy egy szabálytalan támadással sebesítse meg Daniel lábát. Brownt kizárják a versenyből, míg a sérült Danielt (aki folytatni akarja a versenyt, mert attól tart, hogy ismét zaklatások érik majd) Miyagi egy fájdalomcsillapító technikával látja el az öltözőben. Mielőtt Johnnyt kikiálthatnák győztesnek, Daniel visszatér a küzdőtérre és szoros mérkőzés alakul ki közte és riválisa között.
Kreese arra biztatja Johnnyt, hogy rúgja ki Daniel sérült lábát egy szintén tiltott támadással. A mesterére félelemmel vegyes tisztelettel tekintő Johnny ebbe vonakodva belemegy. A döntő menetben Daniel felveszi a daruállást, melyet korábban Miyagitól lesett el és egy egyenes fejrúgással földre küldi Johnnyt, ezzel megnyerve a tornát. Ellenfele iránti tiszteletét kimutatva Johnny maga adja át Danielnek az első helyezésért járó trófeát.

## Szereplők
| Színész               | Szerep           | Magyar hang               | Magyar hang        | Magyar hang               |
| Színész               | Szerep           | 1. magyar változat (1993) | 2. magyar változat | 3. magyar változat (2010) |
| --------------------- | ---------------- | ------------------------- | ------------------ | ------------------------- |
| Ralph Macchio         | Daniel LaRusso   | Bolba Tamás               | Molnár Levente     | Gacsal Ádám               |
| Noriyuki 'Pat' Morita | Mr. Miyagi       | Makay Sándor              | Cs. Németh Lajos   | Harsányi Gábor            |
| Elisabeth Shue        | Ali Mills        | Kisfalvi Krisztina        | Sánta Orsolya      | Csifó Dorina              |
| Martin Kove           | John Kreese      | Szabó Sipos Barnabás      | Megyeri János      | Epres Attila              |
| Randee Heller         | Lucille LaRusso  | Menszátor Magdolna        | Molnár Zsuzsa      | Vándor Éva                |
| William Zabka         | Johnny Lawrence  | Bartucz Attila            | Király Attila      | Hamvas Dániel             |
| Chad McQueen          | Dutch            | N/A                       | N/A                | N/A                       |
| Ron Thomas            | Bobby Brown      | Zalán János               | N/A                | Bódy Gergely              |
| Rob Garrison          | Tommy            | Bor Zoltán                | Petrik Péter       | Molnár Levente            |
| Tony O'Dell           | Jimmy            | N/A                       | N/A                | N/A                       |
| Israel Juarbe         | Freddy Fernandez | Minárovits Péter          | N/A                | Berkes Bence              |
| William Bassett       | Mr. Mills        | Melis Gábor               | N/A                | N/A                       |
| Juli Fields           | Susan            | Madarász Éva              | N/A                | N/A                       |
| Larry B. Scott        | Jerry            | N/A                       | N/A                | N/A                       |

## Fogadtatás

### Bevételi adatok
A film a bemutató hetében 5 031 753 dollárt termelt, míg az összbevétele az Amerikai Egyesült Államokban 90 815 558 dollár lett. Ezzel a Karate kölyök az 1984-es év ötödik legmagasabb bevételét elérő filmje lett.

### Díjak és jelölések
| Év   | Díj                | Kategória                                                                                          | Eredmény |
| ---- | ------------------ | -------------------------------------------------------------------------------------------------- | -------- |
| 1984 | Oscar-díj          | Legjobb férfi mellékszereplő (Pat Morita)                                                          | Jelölve  |
| 1984 | Golden Globe-díj   | Legjobb férfi mellékszereplő (Pat Morita)                                                          | Jelölve  |
| 1984 | Young Artist Award | Legjobb családi film – dráma                                                                       | Elnyerte |
| 1984 | Young Artist Award | Legjobb fiatal női mellékszereplő – musical, vígjáték, kalandfilm vagy filmdráma (Elisabeth Shue)  | Elnyerte |
| 1984 | Young Artist Award | Legjobb fiatal férfi mellékszereplő – musical, vígjáték, kalandfilm vagy filmdráma (William Zabka) | Jelölve  |

## A film utóélete

### Folytatások

#### Mozifilmek
Az eredeti Karate kölyök filmet négy további mozifilm követte, ebből egy remake.
- Karate kölyök 2. (1986) – Daniel elkíséri Miyagit Okinavára, ahol egy új, halálos kihívás vár rá.
- Karate kölyök 3. (1989) – Kreese visszatér és társaival bosszút forral Daniel, illetve Miyagi ellen.
- Az új karate kölyök (1994) – Ebben a részben Miyagi új tanítványt talál Julie Pierce (Hilary Swank) személyében.
- A karate kölyök (2010) – Az eredeti film remake-je, Jackie Chan és Jaden Smith főszereplésével.

#### Televíziós sorozatok
1989-ben mutattak be egy rövid életű spin-off animációs sorozatot az NBC-n, The Karate Kid címmel.
2018-ban jelent meg a YouTube-on fizetős tartalomként a Cobra Kai című vígjáték-drámasorozat, mely az eredeti főszereplőket vonultatja fel, és az első film után 34 évvel játszódik. A történet szerint a magánéletében és karrierjében is sikertelen Johnny felnőtt fejjel újra megnyitja a Cobra Kai dódzsót. Hamarosan ismét szemben találja magát az immár sikeres üzletember és családapa Daniellel.

## Fordítás
- Ez a szócikk részben vagy egészben  a   The Karate Kid című angol Wikipédia-szócikk fordításán alapul.  Az eredeti cikk szerkesztőit annak laptörténete sorolja fel. Ez a jelzés csupán a megfogalmazás eredetét és a szerzői jogokat jelzi, nem szolgál a cikkben szereplő információk forrásmegjelöléseként.